# Erzbischöfliches Ordinariat Freiburg

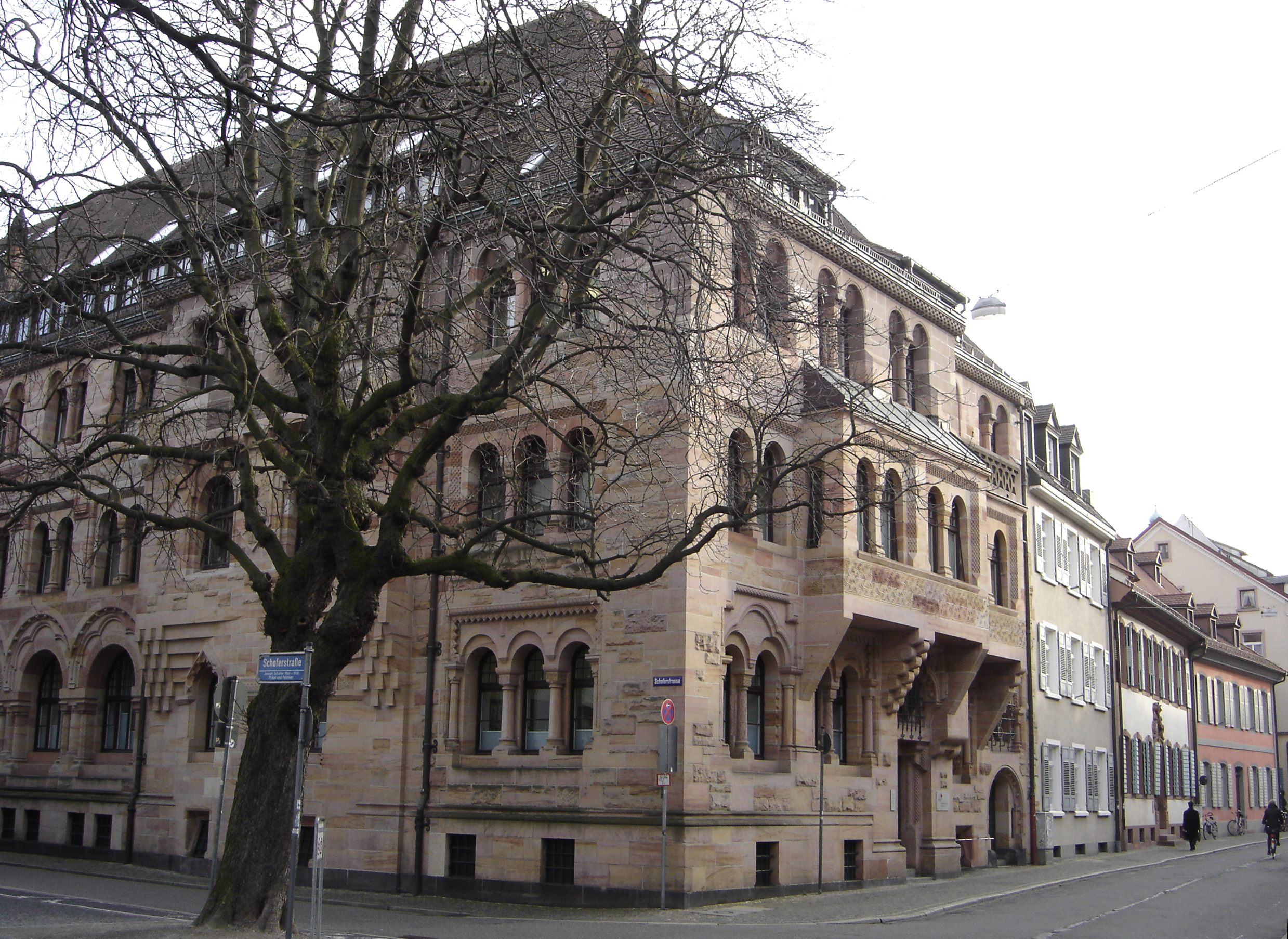
Gebäude des Erzbischöflichen Ordinariats

Das Erzbischöfliche Ordinariat in Freiburg ist der Verwaltungssitz der Erzdiözese Freiburg und beherbergt die gleichnamige kirchliche Behörde in der Schoferstraße, gegenüber dem Erzbischöflichen Priesterseminar Collegium Borromaeum in der Nähe des Freiburger Münsters. Architekt des Gebäudes war der Erzbischöfliche Baurat Raimund Jeblinger (1853–1937).

## Geschichte

### Vorgeschichte

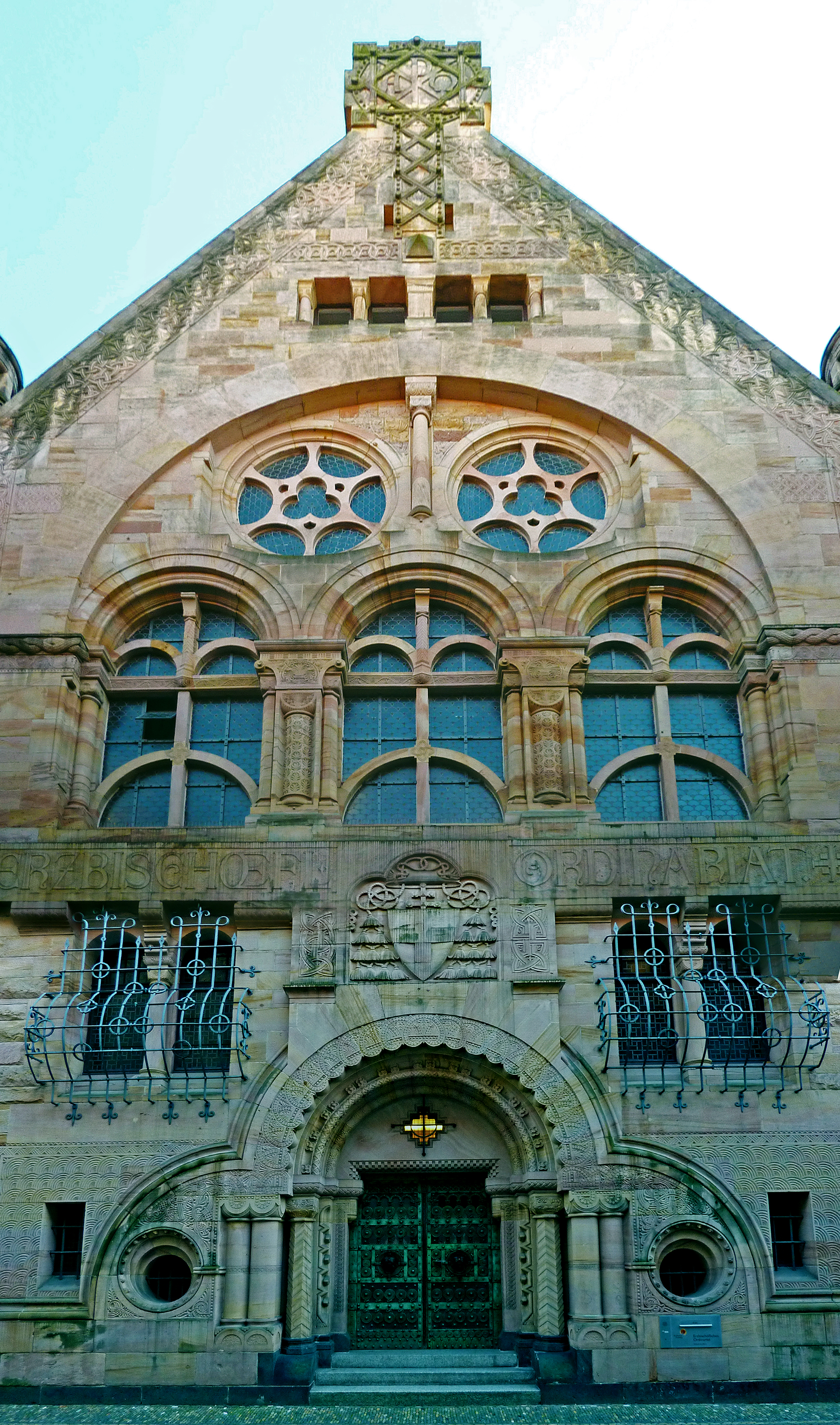
Haupteingang

Auf dem Gelände des Gebäudes stand seit 1700 das Augustiner-Chorherren-Stift Allerheiligen in der Pfaffengasse (heutige Herrenstraße), das der Säkularisation zum Opfer fiel. Die Klostergebäude wurden vom badischen Großherzog der evangelischen Gemeinde übergeben. Am 26. Juli 1807 wurde dort der erste evangelische Gottesdienst im Stadtgebiet von Freiburg abgehalten, nachdem einige bereits im 17. Jahrhundert unter schwedisch-weimarischer Besatzung stattgefunden hatten. Nach der Einrichtung der Ludwigskirche bis 1839 standen die Räume lange Zeit fast vollständig leer. Im Jahre 1851 wurden sie zum Militärspital umgestaltet und von 1871 an als Kaserne genutzt. Mit Vollendung der Erbgroßherzog-Friedrich-Kaserne im Jahr 1895 ging das nun als Burgkaserne bezeichnete Gebäude in städtischen Besitz über.

### Bauplanung bis heute
Im Januar 1900 begannen die Planungen für einen Ordinariatsneubau. Nachdem die katholische Kirche das Gelände 1902 erworben hatte, wurden die Klostergebäude abgebrochen. Im Februar 1902 legte der neue Leiter des Erzbischöflichen Bauamtes, Raimund Jeblinger, einen ersten Plansatz mit Kostenvoranschlag vor. Im Juni 1903 begannen die Bauarbeiten mit der Fundamentierung. Im Dezember 1904 wurde der Dachstuhl gesetzt, im Juli 1905 wurde die Fassadenverkleidung mit Landstuhler Sandstein fertiggestellt. Im November 1906 wurde das Gebäude durch den Bauherr Erzbischof Thomas Nörber eingeweiht. Zuvor hatte sich das Ordinariat dort befunden, wo heute das Freiburger Stadtarchiv seinen Sitz hat.
Nach einem Bombentreffer im Februar 1945 musste das Gebäude renoviert werden. Dabei wurden Fassade und Dach teilweise umgestaltet. Anfang der 1960er Jahre wurde das Dach ausgebaut, was den Gesamteindruck nochmals veränderte. Der Eingang zum Gebäude befand sich von 1933 bis 2005 in der Herrenstraße, was den Besuchern aber das besonders reich gestaltete Haupttreppenhaus vorenthielt. Seit Januar 2006 wird das Gebäude wieder durch den ursprünglichen Haupteingang in der Schoferstraße betreten.

## Baustil

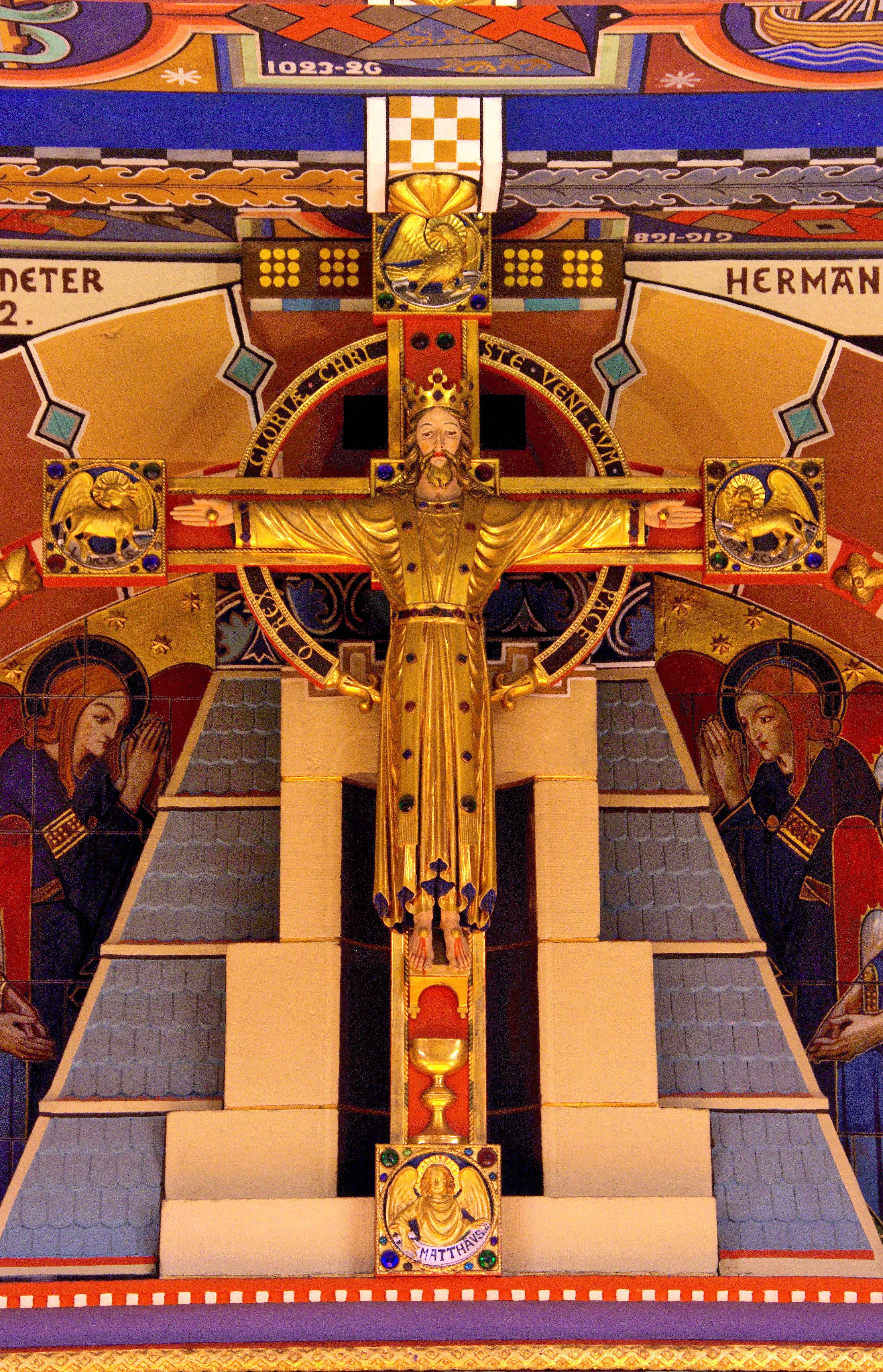
Kreuz im Sitzungssaal

Das Gebäude entstand im Stile des Späthistorismus, in dem Elemente der Spätromanik mit byzantinisierenden Elementen verbunden wurden. Im Bereich der Ornamentik wurden auch Jugendstilmotive eingesetzt. Von Jeblinger waren farbige und vergoldete Ornamente vorgesehen, die jedoch wegen Einwänden des Domkapitels auf das Innere beschränkt blieben. Die Ausmalung des Innenraums stammt vom Freiburger Künstler Franz Schilling.